# Henrietta Award
L'Henrietta Award è stato assegnato al migliore attore e alla migliore attrice del mondo dalla HFPA (Hollywood Foreign Press Association) dal 1951 al 1980.

## Albo d'oro
L'elenco mostra i vincitori di ogni anno, seguiti dagli attori che hanno ricevuto una candidatura.

### Anni 1950
- 1951: Gregory Peck e Jane Wyman
- 1952: Esther Williams
- 1953: John Wayne e Susan Hayward
- 1954: Alan Ladd, Robert Taylor e Marilyn Monroe
- 1955
  - Gregory Peck e Audrey Hepburn
  - Marlon Brando, Alan Ladd, June Allyson, Anna Maria Pierangeli e Doris Day
- 1956: Marlon Brando e Grace Kelly
- 1957: James Dean e Kim Novak
- 1958: Tony Curtis e Doris Day
- 1959: Rock Hudson e Deborah Kerr

### Anni 1960
- 1960: Rock Hudson e Doris Day
- 1961: Tony Curtis, Rock Hudson e Gina Lollobrigida
- 1962: Charlton Heston e Marilyn Monroe
- 1963: Rock Hudson e Doris Day
- 1964: Paul Newman e Sophia Loren
- 1965: Marcello Mastroianni e Sophia Loren
- 1966
  - Paul Newman e Natalie Wood
  - Sean Connery, Rex Harrison, Rock Hudson, Marcello Mastroianni, Ursula Andress, Doris Day, Sophia Loren e Elizabeth Taylor
- 1967: Steve McQueen e Julie Andrews
- 1968: Paul Newman, Laurence Harvey e Julie Andrews
- 1969
  - Sidney Poitier e Sophia Loren
  - Richard Burton, Sean Connery, Julie Andrews e Elizabeth Taylor

### Anni 1970
- 1970
  - Steve McQueen e Barbra Streisand
  - Sidney Poitier, Julie Andrews e Mia Farrow
- 1971
  - Clint Eastwood e Barbra Streisand
  - Sidney Poitier e Sophia Loren
- 1972: Charles Bronson, Sean Connery e Ali MacGraw
- 1973: Marlon Brando e Jane Fonda
- 1974: Marlon Brando e Elizabeth Taylor
- 1975: Robert Redford e Barbra Streisand
- 1976: Non assegnato
- 1977: Robert Redford e Sophia Loren
- 1978: Robert Redford e Barbra Streisand
- 1979: John Travolta e Jane Fonda

### Anni 1980
- 1980: Roger Moore e Jane Fonda